# Домолочь
Домолочь (укр. Домолоч) — село на Украине, основано в 1865 году, находится в Коростенской городской общине Житомирской области. Расположено на реке Кремно.
Код КОАТУУ — 1822386602. Население по переписи 2001 года составляет 138 человек. Почтовый индекс — 11509. Телефонный код — 4142. Занимает площадь 0,835 км².